# 29 novembre en sport
29 octobre 29 décembre
Chronologies thématiques
- Croisades
- Ferroviaires
- Disney

Le 29 novembre (333e jour de l'année ou 334e en cas d'année bissextile) en sport.

## Événements

### XIXesiècle
- 1890 : 
  - (Football américain) : aux États-Unis, un match  de football américain est organisé opposant la l'US Army à US Navy, la Marine gagne 24-0[1].
- 1899 : 
  - (Football) : fondation du FC Barcelone sous l'impulsion de Hans Gamper.

### XXesièclede1951à2000
- 1991 :
  - (Football / Coupe du monde féminine) : en petite finale de la première édition de la Coupe du monde féminine organisée en Chine, la Suède s'impose 4 buts à 0 contre l'équipe d'Allemagne et s'adjuge la troisième place.

### XXIesiècle
- 2010 :
  - (Football) : le FC Barcelone de Pep Guardiola bat le Real Madrid de José Mourinho sur le score de 5 à 0 au Camp Nou lors de la 13e journée du Championnat d'Espagne.
- 2015 :
  - (Compétition automobile /Formule 1) : parti en pole position, Nico Rosberg (Mercedes) s'impose pour le dernier Grand Prix de la saison à Abu Dhabi. L'Allemand aligne un 3e succès consécutif, sa 6e victoire au total. Il devance son coéquipier et Champion du monde, Lewis Hamilton. Kimi Raïkkönen (Ferrari) complète le podium et termine 4e du classement pilotes. Pour sa dernière avec Lotus, Romain Grosjean termine dans les points et accroche une 9e place.
  - (Tennis /Coupe Davis) : Andy Murray n'a pas tremblé au moment d'apporter le point décisif pour les Britanniques en finale de la Coupe Davis (3-1). Le numéro 2 mondial a dominé David Goffin en trois sets (6-3, 7-5, 6-3) après 2h56 de jeu. La Grande-Bretagne n'avait plus remporté la Coupe Davis depuis 1936.
- 2021 :
  - (Football /Distinction) : l'internationale espagnole du Barça, Alexia Putellas remporte le Ballon d'Or féminin[2]. Et chez les garçons, c'est l'attaquant argentin du PSG Lionel Messi qui remporte le récompense suprême pour la 7e fois de sa carrière[3].
- 2023 :
  - (Handball /Mondial féminin) : début de la 26e édition du Championnat du monde féminin de handball qui a lieu jusqu'au 17 décembre 2023 au Danemark, en Norvège et en Suède.

## Naissances

### XIXesiècle
- 1869 :
  - Harry Stafford, footballeur anglais. († 24 octobre 1940).
- 1878 :
  - John Derbyshire, poloïste et nageur britannique. Champion olympique en water-polo aux Jeux de Paris 1900 et champion olympique du relais 4×200m nage libre aux Jeux de Londres 1908. († 15 novembre 1938).
- 1900 :
  - Håkan Malmrot, nageur suédois. Champion olympique des 200 et 400m brasse aux Jeux d'Anvers 1920. († 10 janvier 1987).

### XXesièclede1901à1950
- 1903 : 
  - Tavares da Silva, entraîneur de football puis arbitre et journaliste portugais. Sélectionneur de équipe du Portugal en 1931, de 1945 à 1947, en 1951 et de 1955 à 1957. († 19 octobre 1958).
- 1904 : 
  - Héctor Castro, footballeur puis entraîneur uruguayen. Champion olympique aux Jeux d'Amsterdam 1928. Champion du monde de football 1930. Vainqueur de la Copa América 1926. (25 sélections en équipe nationale). († 15 septembre 1960).
- 1908 : 
  - Georges Mantha, hockeyeur sur glace canadien. († 25 janvier 1990).
- 1910 : 
  - Fernando Bello, footballeur puis entraîneur argentin. Vainqueur des Copa América 1937 et 1945. (12 sélections en équipe nationale). († 21 août 1974).
- 1915 : 
  - Helmut Niedermayr, pilote de course automobile allemand. († 3 avril 1985).
- 1923 : 
  - Chuck Daigh, pilote de course automobile américain. († 29 avril 2008).
- 1925 : 
  - Minnie Miñoso, joueur de baseball cubain. († 1er mars 2015).
- 1927 :
  - Vin Scully, journaliste sportif et commentateur à la radio et la télé américain. († 2 août 2022).
- 1929 : 
  - Xaver Unsinn, hockeyeur sur glace puis entraîneur allemand. Entraineur de l'équipe d'Allemagne médaillé de bronze aux Jeux d'Innsbruck 1976. (72 sélections en équipe nationale). († 4 janvier 2012).
- 1930 : 
  - Jean Vincent, footballeur puis entraîneur français. (46 sélections en équipe nationale). († 13 août 2013).
- 1931 : 
  - André Noyelle, cycliste sur route belge. Champion olympique de la course en ligne et de la course par équipes aux Jeux d'Helsinki 1952. († 4 février 2003).
- 1939 : 
  - Sandro Salvadore, footballeur italien. Champion d'Europe de football 1968. (36 sélections en équipe nationale). († 4 janvier 2007).
- 1941 : 
  - Lothar Emmerich, footballeur puis entraîneur allemand. Vainqueur de la Coupe d'Europe des vainqueurs de coupe 1966. (5 sélections en équipe nationale).  († 13 août 2003).
- 1943 : 
  - Bob Berry, hockeyeur sur glace puis entraîneur canadien.
- 1949 : 
  - Yvon Labre, hockeyeur sur glace puis entraîneur canadien.

### XXesièclede1951à2000
- 1952 :
  - Dusty Hare, joueur de rugby à XV anglais. Vainqueur du Tournoi des Cinq Nations 1980. (25 sélections en équipe nationale).
- 1954 :
  - Steve Rogers, joueur de rugby à XIII australien. (51 sélections en équipe nationale). († 3 janvier 2006).
- 1959 :
  - Neal Broten, hockeyeur sur glace américain. Champion olympique aux Jeux de Lake Placid 1980.
  - Urs Zimmermann, cycliste sur route suisse.
- 1962 :
  - Catherine Chabaud, navigateur française.
- 1963 :
  - Bernard Stamm, navigateur suisse.
- 1964 :
  - Ken Monkou, footballeur néerlandais.
- 1968 :
  - Dee Brown, basketteur américain.
- 1969 :
  - Tomas Brolin, footballeur suédois. Vainqueur de la Coupe d'Europe des vainqueurs de coupe 1993 et de la Coupe UEFA 1995. (47 sélections en équipe nationale).
  - Kasey Keller, footballeur américain. (102 sélections ne équipe nationale).
  - Mariano Rivera, joueur de baseball panaméen.
  - Pierre van Hooijdonk, footballeur néerlandais. Vainqueur de la Coupe UEFA 2002. (46 sélections en équipe nationale).
- 1970 :
  - Mark Pembridge, footballeur puis entraîneur gallois. (54 sélections en équipe nationale).
- 1971 :
  - Brad May, hockeyeur sur glace canadien.
- 1972 :
  - Andreas Goldberger, sauteur à ski autrichien. Médaillé de bronze au grand tremplin et par équipe aux Jeux de Lillehammer 1994. Champion du monde de ski nordique au saut à ski par équipes 2001. Champion du monde de vol à ski 1996.
  - Jamal Mashburn, basketteur américain.
  - Rodrigo Pessoa, cavalier de sauts d'obstacles brésilien. Médaillé de bronze par équipe aux Jeux d'Atlanta 1996 puis champion olympique aux Jeux d'Athènes 2004. Champion du monde d'équitation de sauts d'obstacles individuel 1998.
- 1973 :
  - Olivier Coqueux, hockeyeur sur glace franco-canadien.
  - Ryan Giggs, footballeur gallois. Vainqueur de la Ligue des champions 1999 et 2008. (65 sélections en équipe nationale).
  - Isaias, footballeur brésilien.
- 1974 :
  - Pavol Demitra, hockeyeur sur glace slovaque. († 7 septembre 2011)
  - Cyril Dessel, cycliste sur route français.
- 1976 :
  - Lindsay Benko, nageuse américaine. Championne olympique du relais 4×200m nage libre aux Jeux de Sydney 2000.
  - Michaíl Kakioúzis, basketteur grec. Champion d'Europe de basket-ball 2005. Vainqueur de la Coupe Saporta 2000. (116 sélections en équipe nationale).
- 1977 :
  - Damu Cherry, athlète de haies américaine.
  - Eddie Howe, footballeur anglais.
  - Maria Petrova, patineuse artistique de couple russe. Championne du monde de patinage artistique en couple 2000. Championne d'Europe de patinage artistique en couple 1999 et 2000.
  - Andrew Panko, basketteur américain.
- 1978 :
  - Dimítrios Konstantópoulos, footballeur grec. (1 sélection en équipe nationale).
- 1979 :
  - Francis Beltrán, joueur de baseball dominicain
- 1982 :
  - Marcin Robak, footballeur polonais.
- 1983 :
  - Dušan Melichárek, footballeur tchèque.
- 1985 :
  - Cristian Bartha, volleyeur roumain. (120 sélections en équipe nationale).
  - Shannon Brown, basketteur américain.
- 1986 :
  - Lukas Kampa, volleyeur allemand. (187 sélections en équipe nationale).
- 1987 :
  - Matt Irwin, hockeyeur sur glace canadien.
- 1988 :
  - Ziyed Chennoufi, basketteur tunisien.
  - Mana Dembélé, footballeur franco-malien. (9 sélections avec l'équipe du Mali).
- 1989 :
  - Jérémy Bru, footballeur et joueur de beach soccer français. (21 sélections avec l'équipe de France de beach soccer).
  - Dominik Kraihamer, pilote de course automobile autrichien.
  - Brooklyn Pope, basketteuse américaine.
  - Jared Spurgeon, hockeyeur sur glace canadien. (35 sélections en équipe nationale).
- 1990 :
  - Andrej Šustr, hockeyeur sur glace tchèque. (35 sélections en équipe nationale).
  - Yacouba Sylla, footballeur franco-malien. (34 sélections avec l'équipe du Mali).
- 1991 :
  - Maggie Lucas, basketteuse américaine.
- 1994 :
  - Julius Randle, basketteur américain.
  - Clara Della Vedova, gymnaste française.
- 1995 :
  - Troy Caupain, basketteur américain.
  - Daryl Macon, basketteur américain.
- 1996 :
  - Gonçalo Guedes, footballeur portugais. Vainqueur de la Ligue des nations 2019. (33 sélections en équipe nationale).
  - Amalie Vangsgaard, footballeuse danoise. (13 sélections en équipe nationale).
- 1997 :
  - Lü Haotian, joueur de snooker chinois.
  - Giuseppe Pezzella, footballeur italien.
  - Corentin Navarro, cycliste sur route français.
- 2000 : 
  - Yann Aurel Bisseck, footballeur allemand.
  - Yohann Ndoye Brouard, nageur français. Médaillé de bronze du 100m dos aux CE de natation sportive 2020 puis champion d'Europe du 200 m dos, médaillé d'argent du relais 4 × 100 m quatre nages et de bonze du 100 m dos 2022.

### XXIesiècle
- 2004 : 
  - Mihailo Ivanović, footballeur serbe.
- 2006 : 
  - Joachim Kayi Sanda, footballeur français.

## Décès

### XIXesiècle
- 1894 : 
  - Archie Hunter, 35 ans, footballeur écossais. (° 23 septembre 1859).

### XXesièclede1901à1950
- 1906 :
  - Charles Jeantaud, 62 ans, constructeur automobile, pilote automobile et homme d'affaires français. (° 24 décembre 1843).
- 1945 :
  - Grace Roosevelt, 78 ans, joueuse de tennis américaine. (° 3 juin 1867).

### XXesièclede1951à2000
- 1961 : 
  - Edgar Allan Poe, 90 ans, joueur de foot U.S. puis avocat américain. (° 15 septembre 1871).
- 1974 : 
  - James J. Braddock, 69 ans, boxeur américain. Champion du monde poids lourds de boxe de 1935 à 1937. (° 7 juin 1905).
- 1975 : 
  - Graham Hill, 46 ans, pilote de F1 britannique. Champion du monde Formule 1 1962 et 1968. (° 15 février 1929).
- 1982 : 
  - Percy Williams, 74 ans, athlète de sprint canadien. Champion olympique du 100 m et du 200 m aux Jeux d'Amsterdam 1928. (° 19 mai 1908).

### XXIesiècle
- 2003 :
  - Tony Canadeo, 84 ans, joueur de foot U.S. américain. (° 5 mai 1919).
- 2005 : 
  - David di Tommaso, 26 ans, footballeur français. (° 6 octobre 1979).
- 2007 : 
  - Édouard Kula, 63 ans, footballeur français. (° 17 novembre 1944).
- 2016 :
  - Danilo, 31 ans, footballeur brésilien. (° 31 juillet 1985).
- 2020 :
  - Papa Bouba Diop, 42 ans, footballeur sénégalais. Finaliste de la Coupe d'Afrique des nations de 2002. (62 sélections en équipe nationale). (° 28 janvier 1978).
- 2021 :
  - LaMarr Hoyt, 66 ans, lanceur de baseball américain. (° 1er janvier 1955).
  - C. J. Hunter, 52 ans, athlète américain spécialiste du lancer du poids. Champion du monde en 1999 à Séville. (° 14 décembre 1968).
- 2022 :
  - Andrés Balanta, 22 ans, footballeur colombien. (° 18 janvier 2000).